# Beatrice 1. af Burgund
Beatrice (Beatrix) I (1143 – 15. november 1184) var grevinde af Bourgogne fra 1148 til sin død, og var herudover tysk-romersk kejserinde gennem sit ægteskab med Frederik Barbarossa. Hun blev kronet som kejserinde af Modpave Paschalis 3. i Rom 1. august 1167, og som dronning af Bourgogne i Wien i august 1178.